# Revoluções por Minuto
Revoluções por Minuto é o álbum de estreia da banda de rock brasileira RPM, lançado em maio de 1985 pelo selo Epic. É considerado um dos 100 maiores discos da música brasileira pela Rolling Stone Brasil como o 99º melhor.
As faixas "Louras Geladas" e "Revoluções por Minuto" já haviam sido lançadas em um EP em 1984. As duas faixas foram gravadas com o auxilio de uma caixa de ritmos. Junior Moreno, o primeiro baterista, teve que abandonar a banda em função de sua pouca idade, apenas 14 anos. Isso explica também a ausência de Paulo Pagni na capa do álbum, já que o baterista entrou durante as gravações do álbum. O álbum foi responsável pelo enorme prestígio do grupo em todo país pelos sucessos das canções "Olhar 43", "Louras Geladas" , "Rádio Pirata" e "A Cruz e a Espada".
A capa do álbum era inicialmente reprovada pela gravadora, mas a banda conseguiu convencê-la a aceitá-la. O trabalho foi feito por Alex Flemming (a convite do tecladista Luiz Schiavon) que, a partir da foto original (tirada por Rui Mendes), criou fotolitos e serigrafias para compor a imagem final. As linhas que aparecem ao longo da imagem são fósforos embebidos em tinta. O nome da banda aparece em uma fonte original, que eles adotaram dali em diante.
A foto da capa apresenta a imagem com os seus integrantes originais, Paulo Ricardo, Luiz Schiavon e Fernando Deluqui. O baterista Paulo Pagni é o único integrante que ficou de fora da foto; conforme o vocalista e baixista Paulo Ricardo explicou em uma entrevista em 2019, a decisão foi fruto de uma revolta dos membros contra bateristas após Charles Gavin trocá-los pelos Titãs.
Revoluções Por Minuto foi remasterizado e relançado em 2008, no box Revolução: RPM 25 Anos, que também inclui as reedições dos álbuns Rádio Pirata ao Vivo e Quatro Coiotes, além de um CD com remixes e raridades e um DVD com o registro do show também chamado Rádio Pirata ao Vivo, originalmente lançado em VHS em 1987, a partir de um show realizado no Ginásio do Ibirapuera, no dia 17 de dezembro de 1986. Em 2011, sua versão em DVD foi certificada com disco de ouro pela ABPD.

## Faixas
| N.º | Título                                              | Compositor(es)                                 | Duração |  |
| 1.  | "Rádio Pirata"                                      | Paulo Ricardo, Luiz Schiavon                   | 3:29    |  |
| 2.  | "Olhar 43"                                          | Paulo Ricardo, Luiz Schiavon                   | 3:04    |  |
| 3.  | "A Cruz e a Espada"                                 | Paulo Ricardo, Luiz Schiavon                   | 3:16    |  |
| 4.  | "Estação do Inferno"                                | Paulo Ricardo, Luiz Schiavon                   | 3:10    |  |
| 5.  | "A Fúria do Sexo Frágil Contra o Dragão da Maldade" | Paulo Ricardo, Luiz Schiavon                   | 2:43    |  |
| 6.  | "Louras Geladas"                                    | Paulo Ricardo, Luiz Schiavon                   | 2:58    |  |
| 7.  | "Liberdade / Guerra Fria"                           | Paulo Ricardo, Luiz Schiavon                   | 3:45    |  |
| 8.  | "Sob a Luz do Sol"                                  | Paulo Ricardo, Luiz Schiavon, Fernando Deluqui | 3:45    |  |
| 9.  | "Juvenília"                                         | Paulo Ricardo, Luiz Schiavon                   | 3:30    |  |
| 10. | "Pr'esse Vício"                                     | Paulo Ricardo, Luiz Schiavon                   | 3:51    |  |
| 11. | "Revoluções por Minuto"                             | Paulo Ricardo, Luiz Schiavon                   | 3:18    |  |

## Tabelas
| Tabela musical (1986) | Posição |
| --------------------- | ------- |
| Brasil (Nopem)        | 1       |

| Tabela musical (1986) | Posição |
| --------------------- | ------- |
| Brasil (Nopem)        | 14      |

## Integrantes
- Paulo Ricardo: vocal, baixo
- Luiz Schiavon: piano, sintetizadores e caixa de ritmos
- Paulo Pagni: bateria e percussão
- Fernando Deluqui: violão, guitarra

### Participações
- Roberto Sion: clarinete em "A Cruz e a Espada"
- Luiz Carlos Maluly: violão em "A Cruz e a Espada"